# Tennessee Williams
Tennessee Williams, született: Thomas Lanier Williams III, (Columbus, Mississippi, 1911. március 26. – New York, New York, 1983. február 25.) amerikai,  Pulitzer-díjas drámaíró. A műveit megfilmesítették.  
1944-ben, 33 évesen vált híressé az Üvegfigurák  dráma New York-i sikerével, amelyet mások, köztük A vágy villamosa (1947), a Macska a forró bádogtetőn (1955) és további művek követtek.
A felvett "Tennessee" nevét egyik főiskolai barátjától, becenévként kapta. 

## Életrajzi adatok
A "Thomas Lanier Williams III" brit eredetű néven született amikor anyai nagyapja házában (Columbus, Mississippi) meglátta a napvilágot. Nagyapja a helyi anglikán templom (Episcopal Church) plébánosa volt. Amikor 1939-ben New Orleansba (Louisiana) költözött, Williams keresztnevét a déli állam neve után Tennesseere változtatta. Hároméves korában a család Clarksdale-be (Mississippi) tette át székhelyét. Amikor elérte ötödik évét, Tennessee diftériát kapott, és majdnem két évbe telt mire újra megtanult járni. Gyermekkorában sokat olvasott és történeteket írogatott. Anyja, a déli úrihölgyek státuszáról ábrándozó Edwina Dakin Williams, fiát tizenegy éves korában megajándékozta egy írógéppel. Apja, Cornelius Williams, egy cipőgyár utazó ügynökeként kereste kenyerét. Ahogy a gyerekek nőttek, apjuk úgy lett velük egyre gorombább. Kedvence Tennessee bátyja, Dakin volt, valószínű Tennessee betegsége és hosszadalmas gyengélkedése miatt.
1918-ban, amikor Williams elérte hetedik évét, a család megint szedte a sátorfáját, és University Citybe (Missouri) költözött. Williams itt járta ki a középiskolát. 16 éves korában egy újságtól öt dollárt kapott a „Tud-e egy jó feleség jó pajtás is lenni?” című írásáért. A következő évben megjelent nyomtatásban első novellája „The Vengeance of Nitocris” címmel a Furcsa történetek (Weird Tales) című folyóiratban. A korai 30-as években Williams a University of Missouri hallgatója volt, de diplomáját végül is az Iowai Egyetemen) kapta meg 1938-ban.

## Munkássága
Karrierje folyamán harminc színdarabot (közöttük több egyfelvonásosat), két kötet verset, és együttesen öt kötet esszét és novellát produkált. Korai munkái közé tartoznak a Candles to the Sun, és a Fugitive Kind. Az 1935- ben írt Cairo, Shanghai, Bombay! című színdarabját még ugyanabban az évben egy amatőr társulat Memphisben elő is adta. Első, szakmai hozzáértéssel színre vitt darabját, az Angyalok csatáját (Battle of Angels), 1940-ben mutatták be a közönségnek.
Williams legtöbb írásának témáját problémákban bővelkedő családja szolgáltatta. Legközelebb Rose nővéréhez érezte magát. Rose karcsú szépség volt, akit sajnálatos módon skizofréniával kezeltek egészen fiatal kora óta. Amikor a kezelés az elmegyógyintézetben sikertelennek bizonyult és állapota romlott, szülei beleegyeztek abba, hogy a lányon lobotómiát végezzenek. Ez a sebészeti eljárás azokban az időkben gyakori volt, a nyugtalanabb pácienseknél alkalmazták. A műtétre 1937-ben a Knoxville-ben került sor, siralmas eredménnyel: Rose egész életére cselekvőképtelenné vált. Williams soha nem bocsátott meg szüleinek. Szeretett nővére tragikus kimenetelű operációja is valószínűleg tovább erősítette alkoholizmusát és a különböző kábító hatású gyógyszerek iránti függőségét. A gyógyszereket doktora, Dr. Max (Feelgood) Jacobson írta elő számára. Igen valószínű, hogy az író gyakori depressziója genetikai rokonságban állt nővére neurotikus idegalkatával.
Az író attól félt, hogy egy szép napon, mint Rose, majd ő is megőrül. Az „őrült hősnő” témája több drámájában is felbukkan. A stabilitást számára egy Frank Merlo nevű, második generációs, szicíliai amerikaival való kapcsolata jelentette. 1947-ben ismerkedtek meg, miután Merlo a háború végeztével leszerelt. Merlo kiegyensúlyozott egyénisége gyógyító hatással volt Williams depressziós periódusaira: az író ekkor alkotta legmaradandóbb munkáit. A kapcsolat 1963-ig, Merlo haláláig tartott. Tüdőrák vitte el.

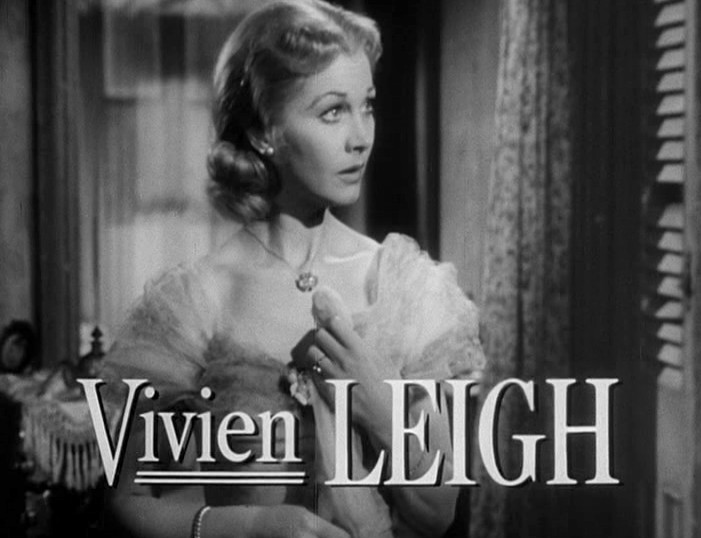
Vivien Leigh Blanche DuBois szerepében A vágy villamosa (1951) című filmben

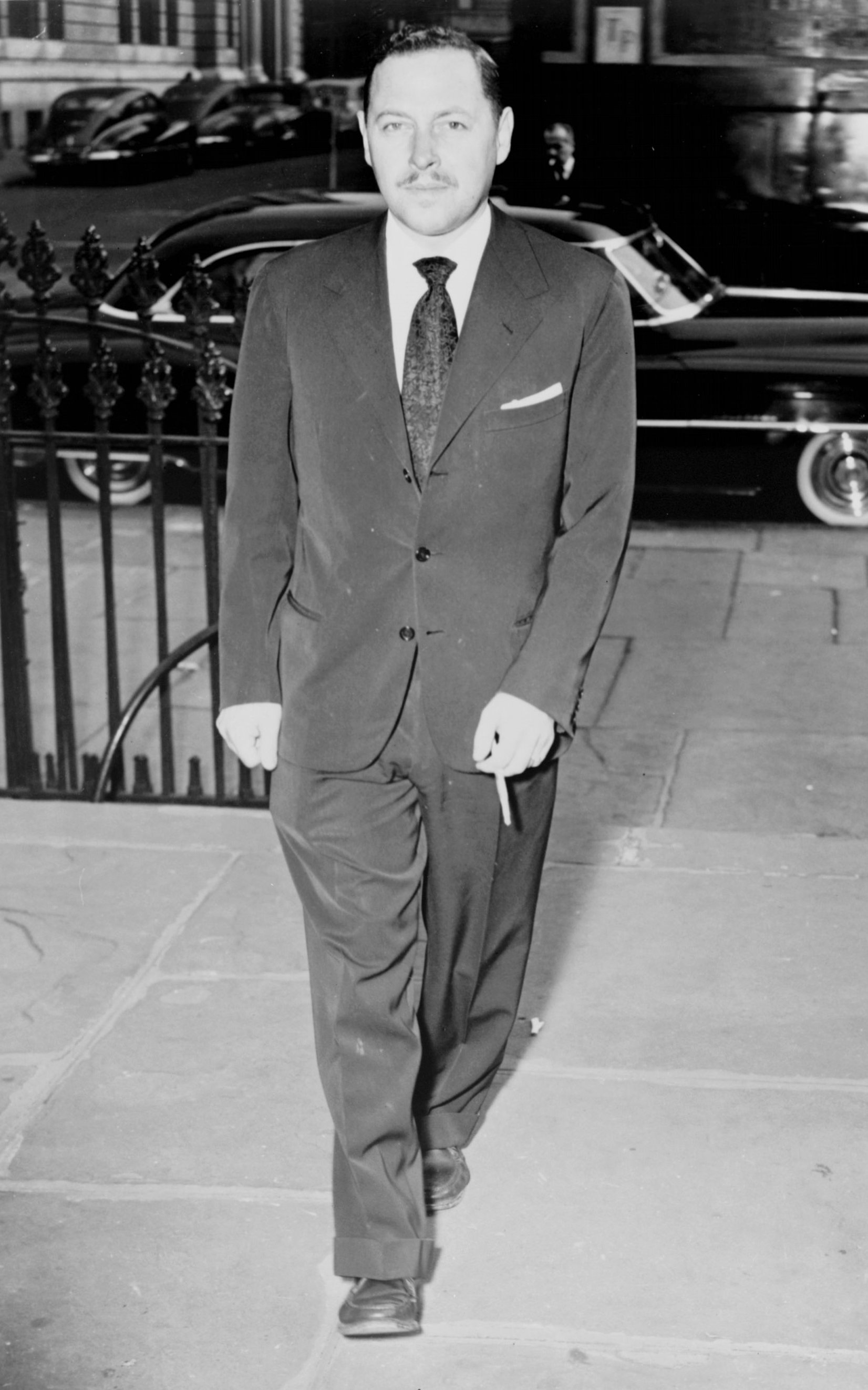
Tennessee Williams 1953-ban

1939-től kezdve egy ideig New Orleansban lakott. Itt kezdte el írni A vágy villamosát (A Streetcar Named Desire, 1947), melyet végül is Floridában fejezett be, ahová a 40-es években költözött le. Szereplői gyakran tükrözik családja életét, illetve a családtagok egyéniségeit. A vágy villamosa hősnőjét, Blanche DuBois-t Rose után mintázta, de egyes irodalmárok úgy vélik, Blanche-ban Williams számos jellemvonása is megtalálható. Mondják, hogy amikor a darabot írta, úgy érezte rövidesen meghal, és ez a mű lesz a hattyúdala. A történet New Orleansban, az úgynevezett francia negyedben játszódik. A tragédiát az özvegyen maradt Blanche vezeti be, aki egy bőrönddel megjelenik húgánál, Stellánál. Blanche a céltalanság megtestesítője. A cselekményt nemcsak a régi, elveszett Déli Élet utáni sóvárgás szövi át, de az élet brutális oldala is. Köszönhetően Blanche munkásosztálybeli sógorának, Stanley Kowalskinak, a darabban megtaláljuk a féltékenységet, a durvaságot, a nemi erőszakot, és mindennek eredményeképpen, az őrületet. Blanche törékeny idegrendszere felmondja a szolgálatot, és New Orleans-i látogatása az elmegyógyintézetben végződik. A darab Williams számára 1947-ben meghozta a Pulitzer-díjat, és a New York Drama Critics Awardot.
Az Üvegfigurák (The Glass Menagerie, 1944) című műve egy déli államból származó, Saint Louis-ban élő anya-lánya-fia keserű drámája. A három ember közös lakásban lakik. Anyját és bénalábú húgát a fiú tartja el, akinek egyetlen szórakozása az esti mozi, anyjáé a déli emlékek felett való ábrándozás, Laura húgáé pedig egy üvegállatokból álló gyűjtemény. Az anya és fia kísérlete hogy férjet találjanak Laura számára kudarcba fullad, és a fiú elmenekül családjától.
A második Pulitzert a Macska a forró bádogtetőn (Cat on a Hot Tin Roof) hozta meg 1955-ben. Itt megint egy déli családról van szó, ebben az esetben egy nagycsaládról. A pátriárka halálos betegsége – amit eleinte titkolnak előtte – és az örökség körüli harc adja meg a történet keretét. Ezen belül ott van a pátriárka fia (egy homoszexualitásával vívódó fiatal férj aki bánatában iszik), kétségbeesett felesége aki gyereket akar tőle az örökséget biztosítandó, férje bátyja akinél szexuális szempontból rendben van és már vannak is gyerekei, és a család aggódó matriarchája. Williams majdnem minden művében – mint ebben a darabban is – megtalálhatóak az alkoholizmus, a homoszexualitás és az agybaj elemei, csakúgy mint való életében. Sebastian karakterét a Suddenly Last Summer című munkájában egyenesen saját magáról mintázta, és ugyanitt használta fel nővére agyműtétének történetét is.
Az iguána éjszakája (The Night of the Iguana, 1961), melynek helyszínéül Mexikót választotta, egy lebukott pap és egy vénkisasszony megrázó története; a drámáért New York Drama Critics Awardot kapott. A Tetovált rózsa (The Rose Tattoo) 1951-ben Tony-díjat nyert. Az ifjúság édes madara (Sweet Bird of Youth, 1959), az ambíció és egy vakvágányra futott szerelem története.
Tennessee Williams egy olyan társadalomban nőtt fel amelyben a konvenciók erősen negatív hatással voltak a nonkonformista polgárok életére. Szexuális orientációja és vallási kételyei miatt magát kívülállónak érezte. Erőteljes írásaiban az emberek mindennapos dolgai szimbolikus jelentőséget kapnak. Karakterei minduntalan konfliktusba kerülnek az emberi természet szélsőséges oldalaival: az őrültség, a nimfománia, a vérfertőzés, a homoszexualitás, az erőszakos halál okait boncolgatja. Az író számára mindehhez a mintát a déli ember különleges természete és körülményei szolgáltatták. Idővel ez a sajátságos atmoszféra „déli gótika” néven, mint külön irodalmi zsáner, vált az az amerikai irodalom részévé; Williamson kívül legismertebb művelői Flannery O’Connor, Eudora Welty, William Faulkner, Katherine Ann Porter, Truman Capote és Harper Lee voltak.
Bár a Something Cloudy, Something Clear című munkáját már 29 éves korában elkezdte, kisebb-nagyobb megszakításokkal egész életében ezen dolgozott. A darab története önéletrajzi, egy korai romantikus viszony leírása. Színpadra először 2006-ban vitték a massachussettsi Provincetownban, a Shakespeare on the Cape nevezetű színtársulat feldolgozásában, mint részét az úgynevezett First Annual Provincetown Tennessee Williams Festivalnak. The Parade, or Approaching the End of a Summer című művét 2008 tavaszán publikálta a New Directions kiadóvállalat. Ugyanez a vállalat ugyanebben az évben adta ki Williams utolsó darabját is: Ez a ház bontásra vár (A House Not Meant to Stand). Williams a darabot tipikusan déli, gótikusan ijesztő történetnek nevezte. A gyűjtemény szerkesztői ezeknek az experimentális stílusban írt munkáknak The Traveling Companion and Other Plays címet adták.
Legkiemelkedőbb színdarabjait többször is filmre vitték. Hőseit befutott színészek játszották, közöttük Richard Burton, Marlon Brando, Katharine Hepburn, Paul Newman, Elizabeth Taylor, Montgomery Clift és Bette Davis.

## Halála
Williams egy bizarr baleset következtében halt meg 1983. február 24-én éjjel, a Hotel Eysee nevű New York-i hotelszobájában. Szokása szerint, miközben gyógyszert csepegtetett szemeibe, az üveg fedelét fogai között tartotta, de ezúttal az üveg kupakja valahogy a torkára csúszott, ott megakadt, és Williams megfulladt. A rendőrségi vizsgálat kimutatta, hogy a fulladáshoz minden valószínűség szerint alkoholizmusa, azonkívül a szobájában talált mérgező hatású gyógyszerek is hozzájárulhattak. Bár Williamsnak két otthona is volt – egyik Key Westben, a másik New Orleansban –, ironikus módon mégis egy hotelben érte a halál. Azokban az időkben a szállodában élő írókat szinte a társadalom kivetettjeinek tekintették – nem mintha Williamst ez zavarta volna, hiszen egész életében kívülállónak érezte magát. 1983. március 3-án temették el Saint Louis városában, bátyja kívánságára a katolikus szertartás szerint.
Irodalmi örökségét a Sewaneei (Sewanee, The University of the South, Tennessee) Egyetemre hagyta, anyai nagyapja, Walter Dakin emlékére (hajdanában nagyapja ennek az egyetemnek volt a diákja). Az alapítvány az alkotói íróközösség programjait támogatja. Évekkel később, miután Rose az elmegyógyintézetben meghalt, Williams hagyatékából még több mint 50 millió dollár jutott az egyetemnek.

## Művei
- Üvegfigurák (The Glass Menagerie, 1945) New York Drama Critics' Circle díj
- A vágy villamosa (A Streetcar Named Desire, 1947) Pulitzer-díj
- Tetovált rózsa (The Rose Tatoo, 1952) Tony-díj
- Macska a forró bádogtetőn (Cat on a Hot Tin Roof, 1955) Pulitzer-díj
- Az iguána éjszakája (The Night of the Iguana, 1961) New York Drama Critics Award

### Egyfelvonásos darabok
Williams több mint hetven egyfelvonásos színművet írt, melyekben körülbelül ugyanazokat a témákat dolgozta fel, mint hosszabb műveiben. Az elmúlt évek alatt ezeket a New Directions kiadóvállalat gyűjtötte össze New York Cityben.
Egyik legismertebb egyfelvonásosa az I rise in Flame Cried the Phoenix, amely legnagyobb bálványa, David Herbert Lawrence és felesége vitatott kapcsolatáról szól.
- Mister Paradise and Other One-Act Plays
- Dragon Country: a book of one-act plays
- The Traveling Companion and Other Plays
- 27 Wagons Full of Cotton and Other Plays
- The Theatre of Tennessee Williams, Volume VI
- The Theatre of Tennessee Williams, Volume VII

További gyűjtemények:
- Gussow, Mel and Holditch, Kenneth, eds. Tennessee Williams, Plays 1937-1955 (Library of America, 2000) ISBN 978-1-883011-86-4.
- Gussow, Mel and Holditch, Kenneth, eds. Tennessee Williams, Plays 1957-1980 (Library of America, 2000) ISBN 978-1-883011-87-1.

### Válogatott novellák és novellagyűjtemények
- "The Vengeance of Nitocris" (1928)
- "The Field of Blue Children" (1939)
- "The Resemblance Between a Violin Case and a Coffin" (1951)
- Hard Candy: a Book of Stories (1954)
- Three Players of a Summer Game and Other Stories (1960)
- The Knightly Quest: a Novella and Four Short Stories (1966)
- One Arm and Other Stories (1967)
- Eight Mortal Ladies Possessed: a Book of Stories (1974)
- "Tent Worms" (1980)
- It Happened the day the Sun Rose, and Other Stories (1981)

### Magyarul megjelent művei
- Drámák; ford. Bányay Geyza et al., utószó Sz. Kováts Lajos; Európa, Bp., 1964
- A vágy villamosa; ford. Czimer József; Irodalmi, Bukarest, 1968
- Az ifjúság szép madara; ford. Örkény István, Beney Zsuzsa; Szukits, Szeged, 1995 (A dráma világa)
- Drámák; vál., szerk. Upor László, ford. Bányay Geyza et al.; Európa, Bp., 2001
- Orfeusz alászáll; ford. Forgách András; Nemzeti Színház, Bp., 2009 (Nemzeti Színház színműtár)
- Drámák; ford. Ungvári Tamás; Scolar, Bp., 2012 (Ungvári Tamás színműfordításai)

## Fordítás
- Ez a szócikk részben vagy egészben  a   Tennessee Williams című angol Wikipédia-szócikk fordításán alapul.  Az eredeti cikk szerkesztőit annak laptörténete sorolja fel. Ez a jelzés csupán a megfogalmazás eredetét és a szerzői jogokat jelzi, nem szolgál a cikkben szereplő információk forrásmegjelöléseként.